# Карено (Италия)
 Тази статия е за селото в Северна Италия.  За ударния кратер на Венера вижте Карено.  
Карѐно (на италиански: Carenno, на западноломбардски: Carèn, Карен) е село и община в Северна Италия, провинция Леко, регион Ломбардия. Разположено е на 635 m надморска височина. Населението на общината е 1470 души (към 2014 г.).